# 블루하츠 작전
블루하츠 작전( - 作戰, 영어: Operation Bluehearts)은 유엔군사령관 더글라스 맥아더 원수가 6월 29일 한강방어선을 시찰할 때 “상륙작전으로 북한군의 후방을 차단해 전세를 역전시킨다”는 구상에 따라 만든 작전이다.

## 실행 계획
블루하츠 작전은 7월 22일 미제1기병사단과 미 해병대 연대전투단(RCT) 병력을 인천에 상륙시킨다는구체적인 실행 계획을 만들었기 때문에 실제 인천 상륙 작전 (Operation Chromite)의 원조 작전 계획으로 평가되고 있다.

## 취소
그러나 전황이 악화되고 미국 본토로부터 요청한 상륙부대 배치가 어려워져 계획은 취소되었고 미제1기병사단은 7월 18일부터 포항에 상륙하여 영동 등으로 전개하였다.

## 같이 보기
- 미국 제1기병사단의 포항 상륙
- 인천 상륙 작전(크로마이트 작전)